# 日新丸
日新丸（にっしんまる）は、日本の捕鯨母船。歴史上で日新丸と命名された捕鯨母船は3隻あるほか、第一日新丸と第二日新丸（初代・2代）および第三日新丸と林兼商店（後の大洋捕鯨、大洋漁業、マルハ、現：マルハニチロ）や日本共同捕鯨の持ち船として同名船が多数存在し、「日本の捕鯨の象徴」と呼ばれている。
共同船舶が保有する4代目の日新丸は、竣工以来世界唯一の捕鯨母船で、1987年から2019年に行われた日本の調査捕鯨では、調査母船となっていた。

## 日新丸 (初代)

### 建造・操業
林兼商店は北洋漁業に参入しようとしたが、日魯漁業（後のニチロ、現・マルハニチロ）が先行し、政府の指示もあって135万円の保証金で事業を断念せざるを得なかった。そこで、既に1934年（昭和9年）に日本捕鯨（後に日本水産、現・ニッスイ）が図南丸で参入していた南氷洋捕鯨の開始を企画し、創業者で社長の中部幾次郎は次男の中部謙吉（後に3代目社長）を川崎造船所に派遣し、大型の捕鯨母船建造を相談した。応対したのは吉岡安貞専務（元・海軍少将）で、その場で建造を快諾し、漁期が始まる10月末までの竣工も確約した。川崎造船所は建造にあたってイギリスのファーネス造船所から、世界初のディーゼルエンジン搭載捕鯨母船であるノルウェー船籍の捕鯨母船サー・ジェームス・クラーク・ロス（14,362トン）の設計図を10万円で購入し、万一に備えて設計図を2枚作り、シベリア鉄道経由と大西洋-アメリカ経由の航空便で入手した。建造契約の最終協議は丸ノ内ビルヂングの中部の事務所で行われ、総工費は保証金だけでは不足する550万円だったが、折しも皇太子明仁誕生の号外の鈴が鳴り「幸先が良い」と調印が終わった。
原形となったサー・ジェームス・クラーク・ロスは2軸推進だが、主機製作やスクリュー調達の関係で1軸推進としたため、船尾材、舵等は新たに設計され、遮浪甲板から覆甲板に変更するなどのアレンジを加えた船型となった。また、設計図だけではボイラーに不明な点があり、林兼商店の子会社で捕鯨船長を長年勤め、幾次郎に母船式捕鯨を提案した志野徳助が、雑誌や百科事典を元に手探りで調整した。二・二六事件と同じ1936年（昭和11年）2月26日に起工された捕鯨母船は、翌秋の出漁期にあわせるために昼夜突貫、建造中の巡洋艦の建造を一時中断して建造が急がれ、起工から156日目の8月1日に神戸市民5万人が式典に押し寄せる中進水、9月28日に竣工した。
竣工後、日新丸は同年10月7日に出航し、1937年（昭和12年）までの南氷洋捕鯨に投入された。11月1日に寄港地のフリーマントルで船団長の志野が脳出血で急死する事態に見舞われたが、幾次郎の三男である中部利三郎が船団長を引き継ぎ、1,116頭を捕獲して鯨油1万5,280トンを製造した。帰港後、アメリカ西海岸のロサンゼルスに向かい、石油タンカーとして石油製品の輸入に用いられた。当時最新鋭かつ国産の捕鯨船である日新丸は人気があり、1937年（昭和12年）2月には「パノラマ大模型 日新丸の鯨狩」という題名で雑誌『少年倶楽部』の付録に採用されている。
1939年（昭和13年）から1940年（昭和15年）の南氷洋捕鯨では、ロス海湾口の氷結を恐れず南緯75度を南下してシロナガスクジラを多数捕獲した。
1940年（昭和15年）から1941年（昭和16年）の南氷洋捕鯨は、重油の配給や連日の時化、ロス海湾口の氷結など状況が悪い中、日新丸を含む6隻で9,328頭を捕獲し、鯨油10万4,100トン、鯨肉1万3,500トンを生産した。既に日本と欧米の国際関係が悪化しており、フリーマントル寄港はおろかオーストラリアの領海から離れて航行するよう海軍から指示された。帰路にオランダ領東インドのタラカン島で行われる予定だった給油は、シェル石油の連絡が無いという理由で拒否され、偶然遭遇した日本水産のタンカー厳島丸から540トンの給油を受けて帰国できた。

### 損傷
国際情勢の悪化により1941年（昭和16年）度南氷洋捕鯨は中止となり、同年11月25日、「日新丸」は海軍に徴用されて海軍一般徴用船となる。徴用後の同年12月から翌1942年（昭和17年）11月まで南洋方面への輸送任務に従事。4月11日、北緯33度27分 東経135度37分 / 北緯33.450度 東経135.617度の潮岬沖でアメリカ海軍の潜水艦トラウト(USS Trout, SS-202)に発見され、魚雷1本が船尾に命中したものの、沈没には至らなかった。11月下旬からは昭南やミリと本土の間での油輸送に従事する。1943年（昭和18年）2月7日、ミリで停泊中の「日新丸」は再度米潜トラウトに発見され、魚雷1本が日新丸の後部に命中して煙が上がり、中破した。20日、ミリを出港し、24日に昭南に到着。セレター軍港で修理を受ける。

### 撃沈
1944年（昭和19年）5月4日、タンカー橘丸（共同企業、6,539トン）、応急タンカー白馬山丸（太洋興業、6,650トン）、貨物船天晨丸（瑞光商船、4,236トン）他輸送船12隻と共にミ02船団を編成し、水雷艇鷺、第38号哨戒艇、海防艦淡路の護衛でミリを出港。「日新丸」は船団中最大の船舶であった。16日朝、船団は米潜クレヴァル(USS Crevalle, SS-291)に発見される。8時1分、クレヴァルは「日新丸」へ向け魚雷を発射。うち2本が後部に命中した「日新丸」は5分で沈没し、積荷の多量の石油を喪失した。船員15名が戦死。沈没地点はボルネオ北岸沖、北緯07度19分 東経116度52分 / 北緯7.317度 東経116.867度。

## 第二日新丸 (初代)

### 建造・操業
第二日新丸は、淡路島近海で行われた日新丸の試運転中、中部幾次郎が性能に満足し「これなら2号船も欲しい」と言ったのを、吉岡が二つ返事で快諾し建造が決まった。川崎造船所で1936年（昭和11年）12月16日に起工。1937年（昭和12年）6月9日に進水し、同年10月6日に竣工した。先に竣工した姉妹船の日新丸は波浪で揺れやすいといった意見があったため、「第二日新丸」では船首楼と後部甲板室を1層追加と船体を大型化して揺れを若干改善。それに伴い船内の配置や設備が変更された。またデリックの能力も日新丸では過大気味であったためか全般的に小さくしている。 
竣工後は1937年（昭和12年）から1938年（昭和12年）の南氷洋捕鯨から投入されたが、台湾沖で陸軍に傭船され引き返し、第二次上海事変に伴う第10軍の上陸用舟艇輸送に用いられた。傭船終了後は25日遅れで南氷洋に向かったが、この間にキャッチャーボート4隻に腸チフスが蔓延し、10名が死亡した。
1938年（昭和12年）から1939年（昭和14年）の南氷洋捕鯨では、船団に所属するキャッチャーボートの第十一玉丸と第六利丸、第八利丸が3月10日に結氷に囲まれて脱出不能となり、57名の乗組員は3月13日午前9時40分に船を放棄し脱出、徒歩で氷原を移動し、1名の行方不明者も出さず午後8時に救助のキャッチャーボートに合流した。
1939年（昭和13年）から1940年（昭和15年）の南氷洋捕鯨では、3月に放棄した3隻のうち第八利丸を第三図南丸の船団が発見したため、曳航しながらの航行となり漁場への到着が遅れた。船団長の利三郎は不漁を危惧したが、探鯨船の関丸が東経80度から東経140度のスタージー島とバッケル島近海で、シロナガスクジラとナガスクジラの大群を発見し年末から約15日で6,000トンの鯨油を製造した。
1940年（昭和15年）から1941年（昭和16年）の南氷洋捕鯨では、ロス海でドイツ海軍の仮装巡洋艦「シフ45」ことコメートに遭遇し、鯨肉を提供するなど交歓を行った。

### 撃沈
国際情勢の悪化により1941年（昭和16年）からの南氷洋捕鯨は中止となり、同年12月2日、「第二日新丸」は海軍に徴用されて海軍一般徴用船となる。徴用直後から翌1942年（昭和17年）12月まで南洋方面への輸送任務に従事。以降は昭南やミリと本土の間での油輸送に従事する。1943年（昭和18年）4月14日、第二日新丸は応急タンカー徳和丸（日東汽船、1,943トン）、同日鶴丸（日産汽船、1,946トン）と共に第147船団を編成し、護衛を受けず六連を出港。17日18時13分、第二日新丸は北緯23度56分 東経124度19分 / 北緯23.933度 東経124.317度の石垣島白保崎南方50海里の海上で浮遊機雷に触れ大破する。機雷の爆発で船体は3つに分かれ、前部と後部が沈没し、一番大きい中央部のみが浮いていた。船団は第二日新丸を置き去りにして馬公へ向かい、第二日新丸は漂流する。18日6時、救援のため第36号哨戒艇が会合し警戒を受ける。同日17時15分、駆逐艦早苗が来着し、第36号哨戒艇は早苗に第二日新丸の警戒を任せ、第252船団の護衛のため離脱。22日0600、北緯23度25分 東経122度39分 / 北緯23.417度 東経122.650度の地点で第39号哨戒艇が来着し、早苗から第二日新進丸の警戒任務を引き継ぎ、早苗は基隆に向かった。23日朝、北緯23度48分 東経122度42分 / 北緯23.800度 東経122.700度の与那国島南方沖で、2隻は米潜シーウルフ(USS Seawolf, SS-197)に発見される。シーウルフは第39号哨戒艇を雷撃し、同艦は被雷沈没した。シーウルフは最後に残った魚雷を第二日新丸に向けて発射し、命中はしたものの不発だった。同日、基隆から早苗が来着し第39号哨戒艇の生存者救助と第二日新丸の警戒を行う。24日18時、駆逐艦帆風が来着し、早苗は任務を引き継ぎ高雄へ向かった。25日8時、救難船兼曳船の立神が到着し、第二日新丸は同船に曳航される。25日、高潮の際に立神と翔鳳丸の2隻で浅瀬に座礁させられる。その後離礁され、28日に立神に曳航されて基隆に到着。11月30日に廃船となった。触雷時に船員41名が戦死した。
第二日新丸は戦前の日本にあった6隻の捕鯨母船で、最初の沈没船となった。
1940年から1941年の捕鯨の際に中部利三郎業務部長が記録した日誌は、2011年（平成23年）7月に利三郎の孫と中学生のひ孫によって存在が明らかになり、下関市立大学鯨資料室に寄贈された。この漁場日誌は、他の中部家資料の一部と共に、2020年（令和2年）に翻刻、口語訳されて出版された。

## 第一日新丸

### 建造
元々は三菱重工業長崎造船所で大阪商船（現・商船三井）の石油タンカーである3TL型戦時標準船大攬丸（だいらんまる）で、同船は建造中に長崎市への原子爆弾投下に遭い放置されていた。
林兼商店から西大洋漁業統制、西大洋漁業を経て、1945年（昭和20年）12月に再改称した大洋漁業は、まず小笠原近海での捕鯨を行うこととしたが、保有していた日新丸・第二日新丸を含む6隻の捕鯨母船は全滅していた。そんな折「日本鋼管鶴見造船所で修理中の捕鯨船の隣にスリップウェイのついた軍艦がいる」という情報が持ち込まれた。大洋漁業はその「スリップウェイのついた軍艦」こと、第一号型輸送艦の第九号輸送艦、第十六号輸送艦、第十九号輸送艦を改造したものを借用し、1946年（昭和21年）3月から捕鯨母船として小笠原近海捕鯨を行った。冷凍設備が無く冷蔵と塩漬に限定され、低緯度の高温地域での操業のため甲板が高温になり、鯨肉は腐敗しやすく、腐臭で倒れる作業員もいた。
小笠原捕鯨の成功を受けて、農商務省は大洋漁業の働きかけを受けて、鯨肉生産による食料（特にタンパク質と脂肪）確保と鯨油輸出による外貨獲得を目的とする南極海での捕鯨再開を計画し、連合国軍最高司令官総司令部（GHQ）天然資源局も応諾した。財閥解体の対象となった日本水産（現・ニッスイ）も参加することになったが、借用していた輸送艦は連合国に賠償艦として引き渡されることになったことから使えず、南氷洋捕鯨用の捕鯨母船を必要とした。そこで日本水産は橋立丸、大洋漁業は大攬丸に目をつけ、同船を購入して捕鯨母船へ改造することになった。オーストラリア政府は終戦から1年にもならない敗戦国が1万トン以上の大形船建造することに反対したが、ジョージ・マーシャル米国務長官が「反対国は日本に1,000万ドルの食料援助をしてもらう」と説得し、GHQは捕鯨母船の建造を許可した。改造されることになった大攬丸だったが、資材不足の上に食糧事情もあり、造船所の工員の効率も上がらなかった。造船所は長崎県に米飯の特別配給を要請して、大洋漁業の長く使うための良質鋼材の調達要請も黙殺した。大攬丸は第一日新丸と改名され、1946年（昭和21年）10月15日に竣工。大攬丸時代にGHQの日本商船管理局（SCAJAP）により与えられたSCAJAP-N068の管理番号を継承した。

### 操業
市民の盛大な声援を受けて長崎港を出航した第一日新丸だったが、一昼夜後に機関故障を起こし長崎港に戻ったため1-2週間遅れで南氷洋に到着したり、ボイラーの不調で蒸気が漏れたり鯨油が逆流したりして休漁になるなど、急造船のため事故が続出した。1947年（昭和22年）までの南氷洋捕鯨で、第一日新丸と橋立丸はシロナガスクジラ換算で932頭を捕獲したが、これは同じ漁期に南氷洋で捕獲された1万5,304頭の約6%に過ぎなかった。しかし肉牛換算で13万頭分のタンパク質がもたらされ、1946年の大洋漁業の売り上げの約36%を捕鯨関係が占めた。
1947年（昭和22年）の帰港後、第一日新丸は7ヶ月かけて設備の修繕や主機関を増設などの整備を行った。11月6日、第一日新丸は1948年（昭和23年）の南氷洋捕鯨に横須賀港を出航したが、前年の捕鯨による食料入手と外貨収入に満足したGHQは軍楽隊の演奏で送迎し、市民の熱烈な送迎で出航は1時間遅れた。この漁期では大きな故障も無く、便乗したGHQの指導官により条約の遵守と作業の効率化が図られたため、第一日新丸と橋立丸はシロナガスクジラ換算で1,017頭（同じ漁期に南氷洋で捕獲された総頭数の約6.2%）を捕獲した。
1948年（昭和23年）8月、従来のボイラーと主機を撤去し、三井製ディーゼル機関を装備した。1949年（昭和24年）までの南氷洋捕鯨を終えて4月13日に横須賀港に帰港した第一日新丸の歓迎式で、GHQ天然資源局のスケンク中佐は以下のように挨拶した。
当時、オーストラリア政府から戦争賠償として本船と橋立丸を譲渡するよう要求があったが、アメリカ合衆国政府の反対により実現を免れている。
1950年（昭和25年）にはレーダーの搭載をGHQから許可され、RCA製のレーダーを搭載して操業した。1951年（昭和26年）までの南氷洋捕鯨で第一日新丸と橋立丸が捕獲した鯨は1,300頭に減少した。しかし朝鮮戦争の勃発で油脂価格が高騰したため、大洋漁業の総売上高に捕鯨部門が占める割合は、戦前戦後最高の33%に及んだ。6月11日、新造された日新丸の就役に伴い、石油タンカーへ改造すると同時にB.V.船級取得改造工事を受け、錦城丸と改名した。
1954年（昭和29年）4月30日、前年の日新丸の好成績に影響され、川崎造船所で再度捕鯨母船へ改造。1955年（昭和30年）までの南氷洋捕鯨は日新丸と錦城丸、図南丸の3船団で前年から46%増加の2,776頭を捕獲した。
1958年（昭和33年）10月、川崎製ディーゼル機関に換装。
1961年（昭和36年）、第三日新丸の就役で南氷洋捕鯨から外された。
1965年（昭和40年）3月、解体のため三菱商事に売却され、のちに大阪で解体された。

## 日新丸 (2代)
1951年（昭和26年）9月30日、川崎造船所にて竣工。竣工と同時にSCAJAPによりSCAJAP-N132の管理番号を与えられた。タンカー改造の第一日新丸に対し、シロナガスクジラを1日に30頭処理する設備を有した。
1953年（昭和28年）から1954年（昭和29年）の漁期では、日新丸と橋立丸で1,896頭を捕獲した。特に日新丸は1,085頭を捕獲し、日本の捕鯨母船で初めて1,000頭の大台に乗り、バリーナ（英国、後の第三極洋丸）、アブラハム・ラーセン（南アメリカ、後の第二日新丸）、コスモスIV（ノルウェー）に次ぐ捕獲量を誇った。
1961年（昭和31年）から1962年（昭和37年）の南氷洋捕鯨は、第二日新丸が火災で帰国したため、そのロスを補うため西経漁場の西経0度線から西経60度線まで進出し、欧州の捕鯨船団の撤退や縮小で回復していたナガスクジラの好漁場を発見した。
1971年（昭和46年）に鯨油タンカーに改造。
1973年（昭和48年）4月、中華人民共和国の企業に売却。以降の消息は不明だが、1981年（昭和56年）時点では現役だった。

## 第二日新丸 (2代目)
元はナチス・ドイツ船籍の捕鯨母船ウニタスで、ブレーメンのDeutsche Shiff. U. Mschb. A. G.で建造され、1937年9月に進水。建造当時世界最大の捕鯨母船だった。
1945年5月のドイツの降伏により、フレンスブルクにいたウニタスはイギリス軍に接収され、賠償船としてイギリス戦時運輸省に引き渡されてエンパイヤ・ビクトリー（Empire Victory）に改名。United Whalers, Ltd.の手により運航された。

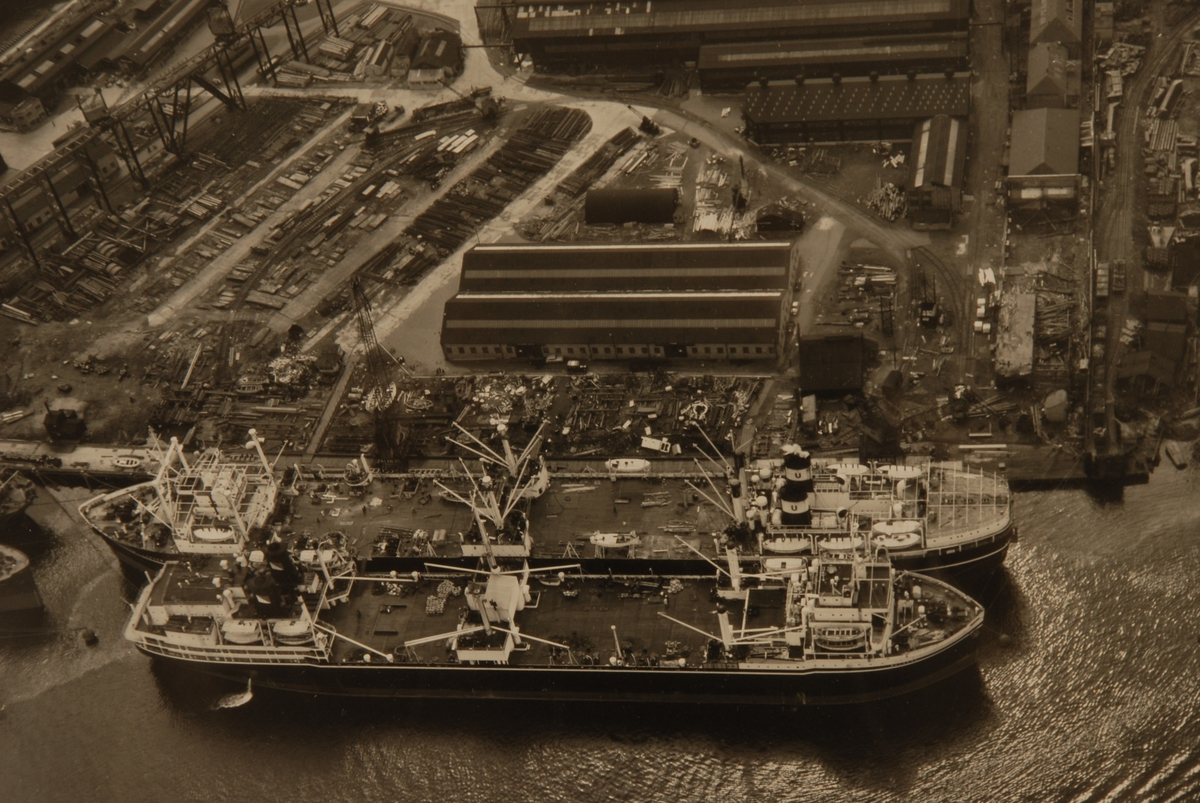
岸壁に停泊する「アブラハム・ラーセン」（中央）と「バリーナ」（下、後の第三極洋丸、1950年代前半）

1946年に同じイギリスのUnion Whaling Co. Ltd.に売却されて南アフリカ連邦のA. E. Larsenの手で運航されることとなり、アブラハム・ラーセン（Abraham Larsen）と再改名された。1953年から1954年の南氷洋捕鯨で漁獲量2位だったアブラハム・ラーセンを、1956年（昭和31年）に大洋漁業が6隻のキャッチャーボート込みで買収し、第二日新丸に改名。優秀な捕鯨船団である第二日新丸の就役で、日本の捕鯨船団は戦前の最盛期と同じ6船団まで回復し、1956年から1957年（昭和32年）の南氷洋捕鯨の捕獲頭数合計は4,637頭と前漁期の29%も増加した。1958年（昭和33年）6月、主機をディーゼルエンジンに交換。
1961年（昭和41年）10月30日にソロモン海域で火災が発生し、一昼夜半炎上し続けた。船内を密封して酸素を絶とうとしたが失敗し、放水による消火を図ったが、効果が無く注水で船体が傾き始めた。そこで甲板に穴を開けて蒸気を送り込み、3日目に鎮火した。鎮火後、キャッチャーボートで日本に曳航され、佐世保重工業で修復に入った。火元のデッキは酸素やアセチレンのボンベが誘爆して大破していたが、11月24日に修復を終えて再出発した。
ペンギンを持ち帰ることがあり、長崎水族館で39年間に渡って飼育され世界最長飼育記録を残したキングペンギン「ぎん吉」や、同館で28年間に渡って飼育されたエンペラーペンギン「フジ」は第二日新丸に捕獲され渡来した個体だった。
1965年（昭和40年）、国際捕鯨委員会（IWC）会議で捕獲枠が前年より1,000頭減少の3,500頭まで削減され、ザトウクジラ1年、シロナガスクジラ5年の禁漁が決まったことにより、極洋捕鯨（現・極洋）の第二極洋丸と共に南氷洋捕鯨から撤退した。その後1966年（昭和41年）に鯨工船に改装され、1986年にスクラップとして台湾に売却。1987年に解体された。

## 第三日新丸
元々はスウェーデンのイェータヴェルケン社で建造され、1947年（昭和22年）に進水した捕鯨母船コスモスIII（Kosmos III）。竣工後はノルウェーのKosmos whaling companyが所有し、南氷洋での捕鯨に使用された。
1961年（昭和36年）、大洋漁業は綿城丸の代替のために同船を購入し、第三日新丸に改名して運航した。
1976年（昭和51年）6月の日本共同捕鯨設立に伴い、日本水産の第二図南丸、極洋の第三極洋丸の船団と共に同社に売却された。
第三日新丸の船団による第42次南氷洋捕鯨が1987年（昭和62年）3月14日に終了したことで、南氷洋商業捕鯨の幕が降ろされた。日本共同捕鯨の解散後、共同船舶に移籍して調査捕鯨の調査母船となったが、船齢40年以上の老朽化と過剰性能で、1991年（平成3年）、解体のため中国の企業に売却された。

## 日新丸 (3代)
元々は日本水産がアメリカ合衆国からの商業捕鯨撤退の交換条件として出された遠洋漁業に使用するために、船舶新造を中止した日立造船因島工場（現・ジャパン マリンユナイテッド因島事業所）の最後の新造船として建造され、1987年（昭和62年）12月に竣工したトロール船筑前丸だった。しかしアメリカはパックウッド･マグナソン法を制定し、排他的経済水域での遠洋漁業の認可さえも取り消したため、行き場を失っていた。そこで、第三日新丸の代替として共同船舶が購入し、日立造船因島工場で捕鯨母船に改造し、日新丸に改名した。トロール船から改装された経緯から、これまでの捕鯨母船と比べると1万トンに満たない、かなり小型の捕鯨母船である。1991年（平成3年）の第5回南極海鯨類捕獲調査から捕鯨に従事し、2019年（令和元年）まで毎年日本鯨類研究所に傭船され、27回にわたり、調査捕鯨の調査母船として運用された。2019年（令和元年）7月の日本の商業捕鯨再開以降は、日本近海の沖合水域で、母船式捕鯨の母船として運用された。

### 火災事故

#### 1998年の火災事故
1998年（平成10年）11月20日深夜、南緯20度36.6分 東経159度53.7分 / 南緯20.6100度 東経159.8950度の珊瑚海にて船内の製油工場付近で出火し、11月21日1時1分に火災報知器が作動した。火災区間の封鎖を図ったが、失敗したした上に主機が停止し自力航行が不可能となった。1時41分には消火用ポンプが停止し自力での消火が不可能となり、2時40分に一番近くを航行していた第二十五利丸が接舷、運航行要員の34名を残して縄梯子で77名の乗組員を第二十五利丸に移し、第一京丸が接舷して消火に当たった。8時40分には火災後も稼働していた発電機が自然停止し、10時頃には包装工場への類焼が原因とみられる紙が焼ける匂いが充満したため、船長は退船準備を命じたが、機関部員が酸素ボンベをつけて機関室に突入して発電機の再稼働用の空気が残っていることを確認し、20時には甲板長が一過性の一酸化炭素中毒で卒倒した。11月22日に船団から募った突入隊が工場区画に3回にわたり突入し、延焼が見られないことが確認されたが、突入時に二等機関士が一酸化炭素中毒で倒れた。11月23日に突入隊が工場区画の密封と機関室の孤立化に成功し、80-85%が鎮火した。11月24日7時に甲板手1名が自殺を図ったのが見つかり、心臓マッサージが行われたが死亡。通信は多忙を極め、中川昭一農林水産大臣や中須勇雄水産庁長官らが弔電と乗組員への励ましのメッセージを寄せた。この間に機関部員が発電機の復旧作業に、甲板部員が工場区画の確認作業に入り、発電機1基が復旧。11月25日に非常用発電機が使えるようになったため、第一京丸からの電力供給を止め、機関室の排気ファンとビルジポンプを作動させた。11月26日に製造事務室の書類が高温で着火したため、製造事務室の消火活動を行い第一京丸からの送水を再開。11月27日に酸素ボンベ無しで工場区画に立ち入り可能となり、17時に主機関が再稼働した。11月28日11時39分頃に鎮火し、第一京丸は消火ホースを撤収。目視採集船に退避した母船の乗組員が戻り、11月29日14時40分に清水の補給を受けた第一京丸が離舷した。なお、この時の日新丸の司厨長は第二日新丸の火災にも遭遇しており、2度にわたり捕鯨母船の火災を目の当たりにすることとなった。
日新丸は11月25日にニューカレドニアのヌメアに入港することが決まり、因島工場の工員による応急処置の準備が勧められた、タグボートは、当初ニュージーランド船籍の小形船が用意されたが船主がリベートを要求したため破談、ブリスベンの航洋曳船も船価の1割の2億1,000万円ものリベートを要求したため破談した。勇進丸と第二共進丸による曳航も計画されたが、ポートモレスビーの航洋曳船「パシフィック・サルバー」が日新丸に向かい、日新丸は11月30日15時に曳航され、12月2日にヌメアに入港し火災や自殺した甲板員について現地警察の捜査を受けた。火災個所の被害は深刻で、因島工場の技師による調査で日本での復旧が必要と判断された。
11月25日、ギンムツの乱獲反対活動にポンペイ島へ向かっていた環境テロリスト団体・グリーンピースの活動船「アークティック・サンライズ」が日新丸に接触し、船団より先にヌメアに入港してデモ活動を始めた。12月7日、グリーンピースのメンバー4人が日新丸と第一京丸に侵入し、1人は第一京丸の砲台に自らの体を括り付け、他は同船のスクリュープロペラを鎖で固定した。第一京丸が放水で対抗する中、その後も同会はデモ活動を続け、アンカーチェーンにぶら下っていた活動家を交代させたが、地元警察は損傷などの実害や裁判所の命令がないと排除できないと静観。この際にグリーンピースの妨害船に乗っていた日本人女性が調査捕鯨船団に対して日本語で「脅迫状」を交付したため、水産庁と鯨研は抗議し、その後グリーンピース・ジャパンが「内容が不適切だった」と謝罪し、第一京丸の活動家も自ら退船した。12月8日9時50分、日新丸はヌメアを出航し、12月20日9時に日立造船因島工場に入渠。直ちに修復作業に入り、1999年（平成11年）1月5日に再び南氷洋へ出航した。造船所及び各機械メーカーの全面協力により正月休暇を返上しての突貫工事で応急復旧を行ったが、全面的な修復は、その年の北洋海域の調査捕鯨後になった。

#### 2007年の火災事故
2007年（平成19年）2月15日、南極海ロス海において日新丸の加工工場から出火し、作業員1名が死亡した。グリーンピースがニュージーランド沖を航行する同団体の船による曳航を申し出たが、日本政府はこれを拒否した。2月24日に自力航行が可能になったものの、南極海鯨類捕獲調査は860頭の捕獲予定頭数の約半分のみ捕獲して、船団は1ヶ月早く帰国の途に就いた。水産庁の担当者は、日新丸は3月末に復旧して5月の北洋海域の調査捕鯨や秋からの次の南氷洋調査捕鯨には問題無いとコメントしたが、オーストラリアのマルコム・ターンブル環境大臣（当時）は調査捕鯨の早期終了を歓迎し、シー・シェパードは「クジラを愛する人々すべてにとっての朗報」、グリーンピースは「調査が本来の目的ならば、船団はデータ収集を継続していた。（調査船団の帰還は）調査ではなく捕鯨が目的だということが分かる。」と声明を出した。

### ハラール認証取得
2013年（平成25年）11月24日、ハラールの認証書を取得した。

### 引退

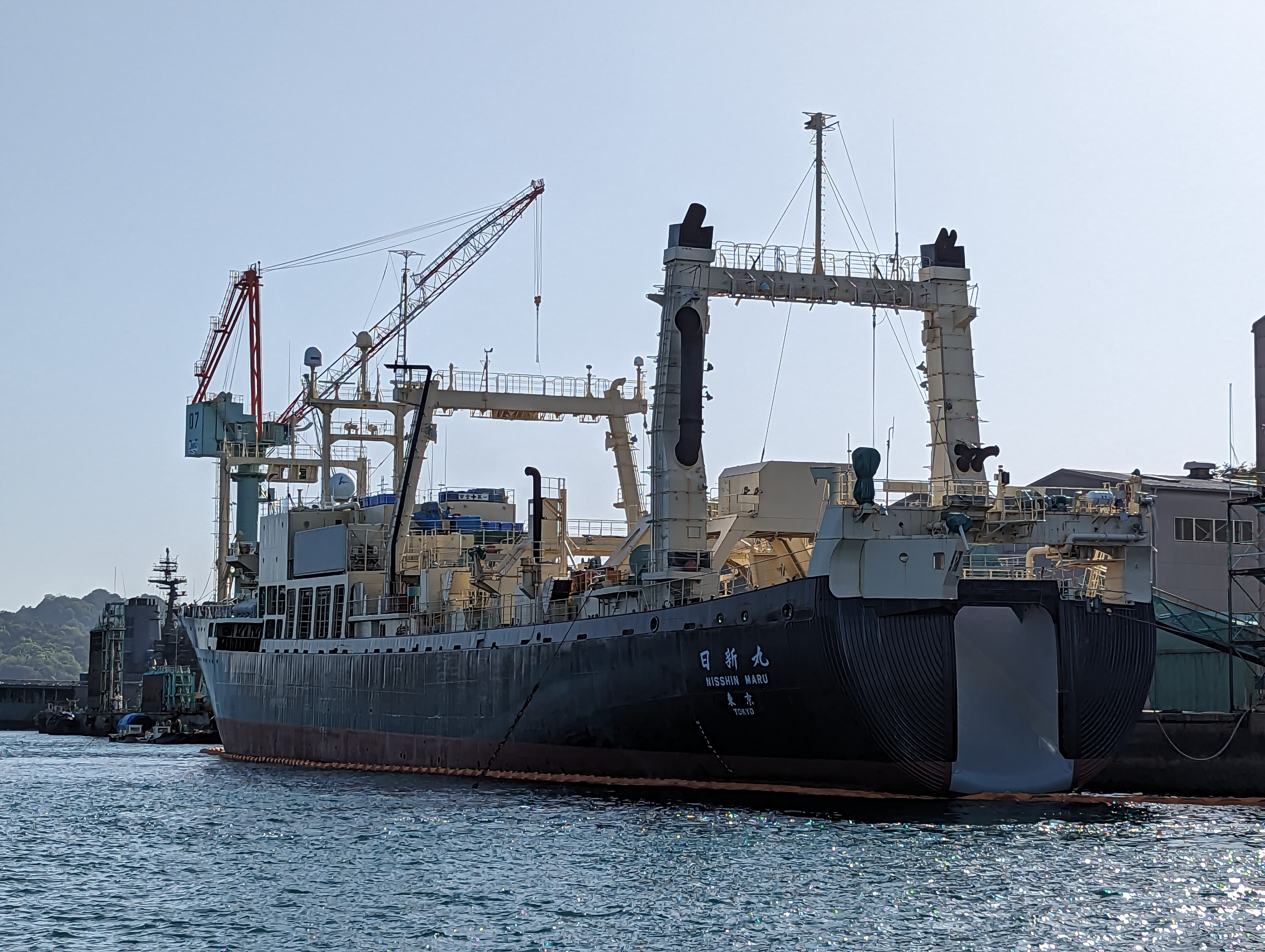
日立造船因島工場に停泊する日新丸（2023年4月22日）

維持管理に1年間で7億円がかかるなど老朽化が著しく、代替船の建造が進んだことから、2023年（令和5年）11月6日に最後の航海を終えた。ニタリクジラ187頭とイワシクジラ24頭を捕獲して下関港に帰港し、引退セレモニーが開催された。33年間で1万7,072頭の鯨類の解体に当たった。引退後はパラオに無償提供され冷凍倉庫として用いられる計画もあったが、部品や設備の一部を後継の関鯨丸で転用し、同年12月より北九州市の工場で解体が始まり、2024年（令和6年）5月に廃船となる予定である。

## 代替船新造計画
三代目日新丸の就航から年数が経過し、老朽化が進んでいることから、3倍の大きさの1万6,000トン級捕鯨母船の建造計画もあったが、実現には至らなかった。2012年には、共同船舶で新捕鯨母船の建造が計画され、造船所による設計作業も進められたが、捕鯨に関する環境が複雑であることから、実際に建造されることは無かった。
2019年（令和元年）8月、三代目日新丸を保有する共同船舶は商業捕鯨の再開に伴い、2024年（令和6年）を目処にナガスクジラなどの大型鯨類の処理が可能な代船建造を行う考えを示した。2021年（令和3年）5月10日、共同船舶は南極海まで航行して漁場で作業を行う新母船の建造費を60億円とし、全額を鯨肉卸値の2割値上げや借入金、クラウドファンディングにより自己資金で調達することを発表した。船体の大型化による航続距離の確保やナガスクジラ解体への対応を図り、2024年3月の竣工を予定している。
船は下関の旭洋造船で造られ、下関を母港とする予定である。
60億円で建造される捕鯨母船は関鯨丸（かんげいまる）と命名され、2023年8月に進水、2024年3月に竣工した。

## 参考文献

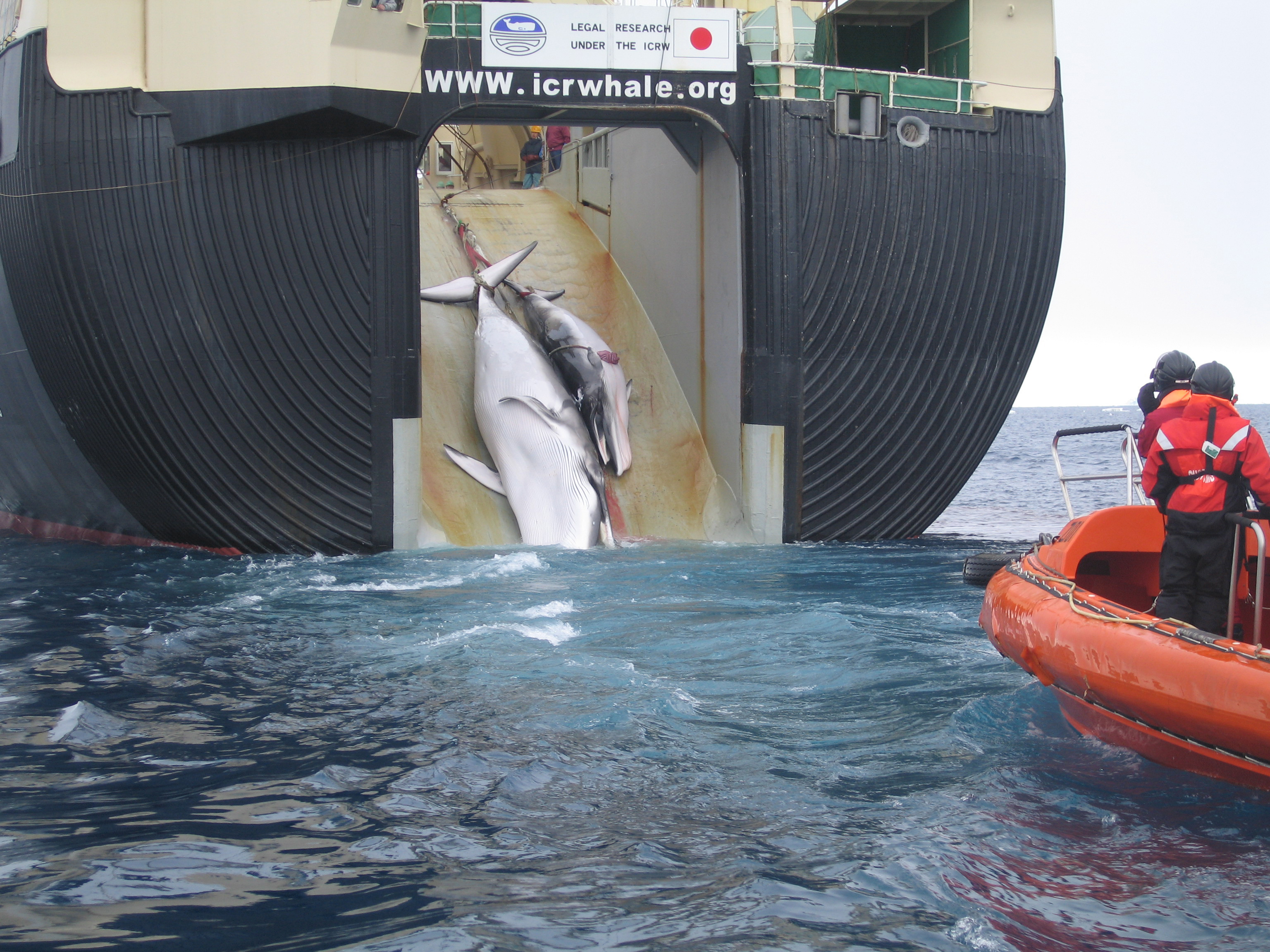
船尾のスロープから解剖甲板へ鯨を引き上げる日新丸（3代）。